# Reynaldo Bignone
Reynaldo Bignone, właśc. Reynaldo Benito Antonio Bignone Ramayón (ur. 21 stycznia 1928 w Morón, zm. 7 marca 2018 w Buenos Aires) – argentyński wojskowy i polityk, prezydent Argentyny w latach 1982–1983.

## Życiorys
Urodził się 21 stycznia 1928 w Morón w prowincji Buenos Aires.
Od 1958 był oficerem w sztabie generalnym. W 1975 awansowany do stopnia generała brygady, został dyrektorem szkoły wojskowej. Rok później przeszedł do pracy w administracji rządowej jako przedstawiciel junty (kierowanej przez generała Jorge Videlę) w Ministerstwie Spraw Społecznych. Później był sekretarzem generalnym biura głównodowodzącego armii i komendantem szkolnictwa wojskowego, od 1979 w randze generała dywizji. W 1981 został przeniesiony w stan spoczynku.
Po porażce Argentyny w wojnie o Falklandy z Wielką Brytanią, w czerwcu 1982 ustąpił prezydent Leopoldo Galtieri. Tymczasowo kierowanie państwem przejął Alfredo Saint-Jean. 1 lipca 1982 generał Bignone został zaprzysiężony na stanowisku prezydenta państwa, po uprzednim jego wyborze przez rządzącą juntę.
Prowadził on politykę ugodową, doprowadził do zwolnienia części więźniów politycznych i zniósł stan wyjątkowy. W październiku 1983 w wyniku wyborów powszechnych do władzy doszli przedstawiciele opozycji, z którymi Bignone bezskutecznie negocjował szeroką amnestię dla przywódców junty. Pozostał na stanowisku prezydenta do 10 grudnia 1983.
20 kwietnia 2010 razem z sześcioma oficerami wojska i policji został uznany za winnego torturowania i uśmiercania przeciwników politycznych w okresie 1976–1983. Prezydent został skazany na 25 lat więzienia za spowodowanie śmierci 56 osób na terenie koszar Campo de Mayo. 15 kwietnia 2011 został przez sąd w Buenos Aires uznany za winnego m.in. dziesięciu zabójstw na tle politycznym i skazany na karę dożywotniego pozbawienia wolności.